# Battaglia dell'Helgeå
La battaglia dell'Helgeå (in norvegese Slaget ved Helgeå; in svedese Slaget vid Helgeå) fu una battaglia navale svoltasi nel 1026, tra le forze di Danimarca ed Inghilterra e quelle di Norvegia e Svezia, sull'estuario del fiume Helgeå in Svezia.

## Storia
Re Olaf II di Norvegia e re Anund Jacob di Svezia approfittarono del fatto che il re danese Canuto era occupato in Inghilterra, ed attaccarono i danesi nel Mar Baltico. Le marine svedese e norvegese guidate  dai re Anund Jacob ed Olav II aspettarono in un fiume le navi di re Canuto, comandate dal danese Ulf Jarl.
La marina di Canuto era possente, e si dice che la sua nave fosse lunga ben 80 metri. I re svedesi e norvegesi ordinarono la costruzione sul fiume di una grande diga in torba e legno. Quando le navi danesi entrarono, l'acqua fu rilasciata e molti danesi ed inglesi annegarono nel diluvio. Nonostante questo gli uomini di Canuto riuscirono a vincere la battaglia.
L'apparente vittoria rese Canuto il capo incontrastato della Scandinavia. Qualche tempo dopo la battaglia, Canuto sottomise le province interne della Svezia attorno al lago Mälaren, dove fece coniare le proprie monete a Sigtuna.

## Fonti primarie
La battaglia viene raccontata nella poesia scaldica ed in fonti quali il Gesta Danorum di Saxo Grammaticus e l'islandese Saga di Olav il Santo di Snorri Sturluson. La discussione è aperta su quale sia il luogo esatto dello scontro, l'Helgeå dell'Uppland o l'Helgeå della Scania orientale.
Nella Cronaca anglosassone la battaglia è datata 1025, e la vittoria fu degli svedesi.